# Podosphaera pannosa
Espèce
Podosphaera pannosa  est une espèce de champignons ascomycètes de la famille des Erysiphaceae.
Ce champignon est responsable, parfois en concomitance avec d'autres espèces de la même famille, de diverses formes d'oïdium, notamment l'oïdium du pêcher et l'oïdium du rosier.
Ce champignon a une répartition cosmopolite.
Ce champignon, comme d'autres espèces de l'ordre des Erysiphales, est parasité par un autre champignon ascomycète, Ampelomyces quisqualis de la famille des Phaeosphaeriaceae (ordre des Pleosporales), qui est un hyperparasite et qui a fait l'objet depuis 50 ans de nombreuses études en vue de son utilisation en lutte biologique.

## Synonymes
Selon Catalogue of Life (10 octobre 2014) : 	
- Acrosporium leucoconium (Desm.) Sumst. 1913,
- Albigo pannosa (Wallr.) Kuntze 1898,
- Alphitomorpha pannosa Wallr. 1819,
- Erysiphe pannosa (Wallr.) Fr. 1829,
- Erysiphe pannosa (Wallr.) Link 1824,
- Leucothallia pannosa (Wallr.) Trevis. 1853,
- Oidium forsythiae Bunkina 1974,
- Oidium leucoconium Desm. 1846,
- Oidium leuconium Desm. 1829,
- Sphaerotheca macularis f. rosae Jacz. 1927,
- Sphaerotheca pannosa (Wallr.) Lév. 1851,
- Sphaerotheca pannosa var. persicae Woron. 1914,
- Sphaerotheca pannosa var. rosae Woron. 1914,
- Sphaerotheca persicae (Woron.) Erikss. 1926,
- Sphaerotheca rosae (Jacz.) Z.Y. Zhao 1981.

## Plantes hôtes
La gamme de plantes hôtes infectées naturellement comprend divers arbres et arbustes de la famille des Rosaceae : genre Prunus (dont Prunus dulcis (amandier), Prunus armeniaca (abricotier), Prunus cerasus (cerisier), Prunus laurocerasus (laurier-cerise), Prunus persica (pêcher), Prunus salicina (prunier du Japon) et genre Rosa spp (dont Rosa canina (églantier), Rosa damascena (rosier de Damas), Rosa foetida et Rosa moschata (rosier musqué), ainsi que d'autres familles botaniques, dont Catharanthus roseus (pervenche de Madagascar), Cotinus coggygria (fustet), Eucalyptus, Forsythia, Rhododendron (rhododendrons et azalées).